# Università Eduardo Mondlane
L'Università Eduardo Mondlane (in portoghese: Universidade Eduardo Mondlane; acronimo: UEM) è la più grande università degli studi del Mozambico.

## Storia
L'UEM fu fondata nel 1962, durante il regime coloniale portoghese del Mozambico, come un istituto superiore con il nome di Estudos Gerais Universitários de Moçambique (Studi generali universitari del Mozambico).Acquistò lo status di università nel 1968, cambiando il nome in Universidade de Lourenço Marques. Nel 1975 il Mozambico ottenne l'indipendenza, la capitale Lourenço Marques venne rinominata Maputo, e l'università venne intitolata a Eduardo Chivambo Mondlane, primo presidente del Frelimo, l'organizzazione che iniziò la lotta armata di liberazione nazionale del Mozambico.

## Sedi
L'Università Eduardo Mondlane ha la sede principale e la maggior parte dei collegi a Maputo, capitale del Mozambico. Una succursale della Faculdade de Direito (Facoltà di Giurisprudenza) è nella città di Beira. La Escola Superior de Hotelaria e Turismo (Scuola superiore alberghiera e turistica) è nella città di Inhambane, mentre la Escola Superior de Ciências Marinhas (Scuola superiore di scienze marittime), di recente istituzione, è nella città di Quelimane.